# Rhyssemorphus vadoni
Rhyssemorphus vadoni är en skalbaggsart som beskrevs av Riccardo Pittino 1990. Rhyssemorphus vadoni ingår i släktet Rhyssemorphus och familjen Aphodiidae. Inga underarter finns listade i Catalogue of Life.